# Taskmaster (videogioco)
Taskmaster è un videogioco sparatutto pubblicato nel 1985 per Commodore 64 dalla Creative Sparks, divisione del gruppo britannico Thorn EMI, nella linea Sparklers dedicata ai titoli a basso costo. Il protagonista è un combattente medievale che affronta vari nemici fantasy in diverse schermate fisse, armato di una sorta di pistola laser.

## Modalità di gioco
Per ottenere la mano della principessa, il protagonista deve affrontare sette prove per conto del re. Le prove corrispondono ad altrettanti livelli, introdotti da brevi istruzioni in caratteri gotici che spiegano cosa bisognerà fare. A ogni livello variano l'ambientazione di sfondo, il tipo di avversari e l'obiettivo, ma la struttura del gioco resta la stessa. Il protagonista può muoversi su un'area rettangolare fissa con visuale isometrica di fronte, camminando e sparando nelle otto direzioni cardinali. Tutti i nemici si disintegrano con un colpo e se si è raggiunti da uno di loro o, in alcuni livelli, dai loro proiettili, si perde una vita. Le munizioni sono illimitate, ma ogni colpo che va a vuoto causa una riduzione del punteggio bonus di fine livello.
Le sette prove sono:
1. Sopravvivere una notte in una radura infestata dagli zombi che sopraggiungono dai lati dello schermo e puntano direttamente contro il protagonista.
2. Sconfiggere un mago in una foresta. Il mago ha la capacità di apparire in un punto a caso, sparare proiettili magici e in brevissimo tempo sparire di nuovo. I proiettili avversari inseguono il protagonista e vanno fermati colpendoli al volo.
3. Di fronte all'ingresso di una caverna, raccogliere quattro statuette mentre si affrontano attacchi di pipistrelli.
4. In un tempio che ricorda Stonehenge, combattere dei sacerdoti pagani armati in modo simile al protagonista.
5. Presso antiche rovine, distruggere la pietra degli spiriti e combattere gli spiriti che la proteggono.
6. In un villaggio, combattere i barbari e raccogliere cinque teschi, trovando quelli giusti tra i molti sparsi sul terreno.
7. Di fronte al castello del re, raggiungere l'entrata combattendo degli uomini uccello che volano e sparano.